# 아이 캔트 싱크 스트레이트
아이 캔트 싱크 스트레이트(I Can't Think Straight)는 영국에서 제작된 샤밈 샤리프 감독의 2008년 드라마, 멜로/로맨스 영화이다. 리사 레이 등이 주연으로 출연하였다.

## 출연

### 주연
- 리사 레이
- 쉬탈 쉬스

### 조연
- 달립 타힐
- 니나 와디아
- 다윈 쇼
- 엠버 로즈 레바
- 샘 빈센티
- 레즈 켐프턴
- 킴벌리 자레이
- 제시카 앨솝